# Nyambat
Nyambat est un village du Cameroun. Il est rattaché à la commune de Nyanon, et situé dans la région du Littoral.

## Localisation
Nyambat est situé à 75 km de la capitale politique Yaoundé. Le village est délimité par les villages Basaa et Basso à l'Est. En août 1960, le village est une commune rurale de moyen exercice (CRME) et  est sous l'arrondissement de Ndom, dans le canton Bati. 

## Histoire
Les habitants de Nyambat font partie du peuple Bati. La communauté Batis comporte quatre villages regroupés autour du canton Bati. Il s'agit des villages :  Ndogbikin, Nyambat, Mbougue, Kelleng. Ces quatre villages possèdent un ancêtre commun: Makondo Ma Tirgui, issu de la famille Nya-Zok.

## Géographie

### Le climat
Le climat de Nyambat est celui de Nyanon, il s'agit d'un climat de type équatorial caractérisé par deux saisons sèches et deux saisons pluvieuses : Une grande saison des pluies (septembre - novembre), une petite saison des pluies (mars - mai); une grande saison sèche (décembre - février) et une petite sèche (décembre - février). Ce climat est caractérisé de façon très précise, de type pseudo-tropical englobant la région côtière nord du littoral, Edea et Yabassi.

### Géologie et relief
Le socle précambrien formé de roches métamorphiques et éruptives anciennes constitue l'essentiel du relief du département. Le sol de Nyambat est de type sablo-argileux et latéritique. Il varie  de couleur brun-jaunâtre à brun vif. Le relief est constitué de collines et de vallées avec des roches. Le village se situe au Nord de la Sanaga, entre Ngambe et Ndom. Il est constitué d'une succession de chaînons de type appalachien qui déterminent le tracé des rivières.

### L'hydrographie
Le réseau hydrographique de la région est assez particulier du fait de la densité des eaux, de l'humidité du climat et de l'imperméabilité du sol  dû à des formations cristallines. Le village est bien arrosé par la rivière Liwa qui se déverse dans le fleuve Sanaga. La Liwa s'écoule de l'est vers l'ouest, suivant l'inclinaison du socle rocheux. Cependant la rivière n'est guère navigable du fait de la grande irrégularité du profil en long du cours d'eau. Le village ne bénéficie pas encore d'un réseau moderne de distribution d'eau potable. La rivière sert donc de point d'approvisionnement en eau de consommation des ménages et pour tout autre usage domestique. Le niveau d'eau de la rivière diminue considérablement durant la saison sèche sans pour autant que la rivière tarisse. La rivière marque aussi la frontière du village par rapport aux villages voisins.

### La flore
La végétation de Nyambat est dense et caractérisée par une savane herbeuse. L'action destructive des habitants du fait de la surexploitation du sol contribue à la dégradation de l'environnement. Cependant il existe de vastes plantations cacaoyères individuelles et quelques palmeraies.
- Cacao-café

Les plantations de cacaoyers connaissent une large extension durant la Deuxième Guerre mondiale. Un rapport de 1967 fait état de vastes plantations industrielles de cacaos dans le département. En effet des 7200 ha de cacaoyers plantés dans l'arrondissement de la Sanaga Maritime, 80% proviennent de l'arrondissement de Ndom.   
- Les palmiers à huile

Les palmiers à huile constituent la seconde exploitation arbustive derrière le cacao. En effet, les conditions pluviométriques et pédologiques correspondent parfaitement aux exigences du palmier à huile. Cette plante pousse spontanément sur les défrichements, la seule limite étant celle d'une durée d'ensoleillement un peu trop faible. Chaque villageois exploite un nombre de palmiers variant entre 10 et 50 de façon irrégulière, surtout suivant les besoins en argent liquide. L'un des avantages du palmier à huile est qu'il peut être produit tout au long de l'année, à la seule condition de laisser l'arbre se reposer deux à trois mois par an. La principale période de production se situe du mois d'avril au mois d'août. Les régimes sont traités de façon artisanale. La technique consiste à allumer des feux de bois sur lesquels on fait bouillir des fûts métalliques pleins de noix de palmistes. Les noix de palmistes ainsi bouillies sont pressées via un pressoir manuel ou mécanique. L'huile ainsi recueillie est utilisée pour la consommation locale et l’excédent est commercialisé. Ce commerce constitue en général la principale source de revenu des paysans. Il faut cependant noter que l'entretien (aménagement, éclaircie, élagage) de ces palmeraies naturelles s'effectue de façon sporadique. De ce fait, la qualité de l'huile est douteuse et les pertes sont importantes. Parfois, faute de grimpeurs, les régimes ne sont pas cueillis. Les palmiers qui arrivent à épuisement sont abattus et utilisés pour la confection du vin de palme.
- Cultures de subsistance

Les cultures de subsistance sont les cultures vivrières. Elles sont essentiellement composées du taro-macabo qui est la base de l'alimentation. Par la suite, nous avons la culture de l'igname, une plante qui pousse dans la zone limitrophe de la savane et de la forêt. À ces deux tubercules, il faut ajouter le manioc, les arachides et le plantain. 
- La végétation constitue aussi une importante réserve médicale pour la pharmacopée des habitants. Les côtes qui longent le cours d'eau qui traverse le village sont exploitées pour l'agriculture de subsistance.

### La faune
La faune est constituée d'animaux tels les lièvres, les chats-tigres, les porcs-épics, les hérissons, les singes, les biches, les vipères, les rats de Gambie, les varans.

## Démographie
Les habitants du villages se disent tous originaires de la grotte de Ngog Lituba. Il s'agit d'une grotte située sur le flanc d'une montagne qui revêt un caractère très emblématique pour le peuple Bassa. Un recensement de la population en 1967 fait état d'une population de 226 personnes.

## Activités économiques

### Agriculture
L'agriculture constitue l'une des principales activités des habitants. Elle y est pratiquée depuis des lustres et consiste d'une manière générale à une agriculture de subsistance. Les aliments les plus cultivés sont les tubercules (manioc, macabos, patates douces, ignames), les légumes. Depuis la construction des pistes et voies d'accès routier, une agriculture beaucoup plus orientée vers la commercialisation voit le jour. Les paysans par le biais de l’État se regroupent en coopérative afin de commercialiser le cacao et le café. En 1967, on dénombre 7200 ha  de cacaoyers dans la Sanaga Maritime donc 80% dans l'actuel département Nyanon.

## Administration
Le village dispose d'un chef de troisième degré.